# ダルハン・ムミンガン連合旗
ダルハン・ムミンガン連合旗（ダルハン・ムミンガンれんごうき、モンゴル語：ᠳᠠᠷᠬᠠᠨ
ᠮᠤᠤᠮᠢᠩᠭᠠᠨ
ᠬᠣᠯᠪᠣᠭᠠᠲᠤ
ᠬᠣᠰᠢᠭᠤ　Darqan Muumiŋɣan Qolboɣatu qosiɣu、中国語：达尔罕茂明安联合旗）は、中華人民共和国内モンゴル自治区包頭市に位置する旗。地方政府は百霊廟鎮にある。

## 歴史
1933年7月、内モンゴル独立運動の指導者デムチュクドンロブ（徳王）とモンゴルの政治家ユンデン・ワンチュク（雲王）がダルハン・ムミンガン連合旗の百霊廟において内蒙古自治会議（百霊廟会議）を開催し、内モンゴルの「高度な自治」を要求する運動を開始した。
1936年11月、デムチュクドンロブと李守信が率いるモンゴル軍と、王英率いる「大漢義軍」が綏遠を攻撃した。しかし、百霊廟で傅作義・宋哲元の反撃に敗れ、退却した（綏遠事件）。

## 行政区画
7バルガス（鎮）、3ソム（蘇木）、2郷（シャン）を管轄
- バルガス（鎮）
  - バトハールガ・バルガス（百霊廟鎮）
  - マンドラ・バルガス（満都拉鎮）
  - シラムレン・バルガス（希拉穆仁鎮）
  - シベル・フレー・バルガス（石宝鎮）
  - ウフルホダグ・バルガス（烏克忽洞鎮）
  - ミンガン・バルガス（明安鎮）
  - バイン・ホアル・バルガス（巴音花鎮）
- ソム
  - ダルハン・ソム（達爾罕蘇木）
  - チャガーンハダ・ソム（査干哈達蘇木）
  - バイン・オボー・ソム（巴音敖包蘇木）
- 郷（シャン）
  - 西河郷
  - バグ・オンゴン・シャン（小文公郷）